# Margarida de Huntingdon
Margarida de Huntingdon (1194 — após 6 de janeiro de 1233) foi senhora de Galloway como a segunda esposa de Alano de Galloway.

## Família
Margarida era filha do conde David de Huntingdon e de Matilde de Chester. Seus avós paternos eram o herdeiro do trono escocês, Henrique da Escócia, conde de Huntingdon e Ada de Warenne. Henrique era filho do rei David I da Escócia, e Ada era bisneta materna do rei Henrique I de Inglaterra. Seus avós maternos eram Hugo de Kevelioc, 5.° conde de Chester e Bertranda de Montfort. Margarida também era sobrinha do rei Guilherme I da Escócia, chamado "o Leão".
Seu pai participou da Terceira Cruzada, e fundou a Abadia de Lindores, em Fife, e a Igreja da Paróquia de Dundee.
Margarida teve sete irmãos, entre eles: Isabel de Huntingdon, esposa de Roberto de Brus, 4.° senhor de Annandale, e portanto, ancestral do rei Roberto I da Escócia; João da Escócia, conde de Huntingdon, sucessor do pai, marido de Elen ferch Llywelyn, filha de Llywelyn, o Grande, príncipe de Gwynedd, com quem teve uma filha, etc.

## Biografia
Margarida casou-se com Alano, senhor de Galloway, em Dundee, em 1209. Ele era filho de Rolando de Galloway e de Helena de Morville. Seu marido foi Condestável da Escócia de 1200 a 1234, e muito influente durante sua época. 
Alano morreu em 1234, e foi enterrado na Abadia de Dundrennan, em Dumfries and Galloway.
Margarida morreu em data posterior a 6 de janeiro de 1233, porém, não se sabe onde está enterrada.

## Descendência
- Cristiana, esposa de Guilherme de Forz, 4.° conde de Albemarle;
- Dervorguila de Galloway (1218 - 28 de janeiro de 1290), esposa de João I de Balliol, e mãe do rei João da Escócia;